# Helling
Pour l’article homonyme, voir Helling (Steinhaus).
Helling est un village et une ancienne commune française de la Moselle qui est rattachée à celle de Budling en 1811, puis à celle de Veckring en 1901.
Ses habitants sont appelés les Hellingeois.

## Géographie
Helling est situé dans le pays thionvillois, à 17 km à l'Est de Thionville et à 2 km à l'Ouest de Veckring.
Traversé par la route D60, ce village se trouve sur le ruisseau le Reimersbach alias le Reimers.

## Toponymie
- Mentions anciennes : Hellingen (1693)[2], Hellin (1699)[2], Helleng (1793)[3], Helling (1801)[3], Helhing (1802)[2], Hellingen (1871-1918).
- Helléngen en francique lorrain[4].

## Histoire
Les vestiges d'un habitat vieux de deux millénaires, situé à la sortie de Helling, a été mis au jour en 2022.
Après le traité des Pyrénées de 1659, ce hameau dépend du bailliage de Thionville.
En 1681, Helling est un arrière-fief de la seigneurie de Fontoy. Sur le plan spirituel, ce hameau était une annexe de la paroisse du Hackemberg.
Helling fait partie en 1790 du canton d'Inglange, puis passe en 1801 dans celui de Metzervisse.
La commune de Helling est réunie à celle de Budling par un décret du 19 octobre 1811. Lorsque la commune de Veckring est rétablie en 1901, le hameau de Helling est intégré à celle-ci.

## Démographie
| 1793 | 1800 | 1806 |
| ---- | ---- | ---- |
| 166  | 138  | 158  |

## Lieux et monuments
- La peka cervenca, une variété rare de pommes à chair rouge, pousse sur les hauteurs de Helling[7]
- Traces d'une carrière d'argile, découverte en 2022[5]
- Chapelle Saint-Médard de 1868, date portée sur le linteau de la porte piétonne

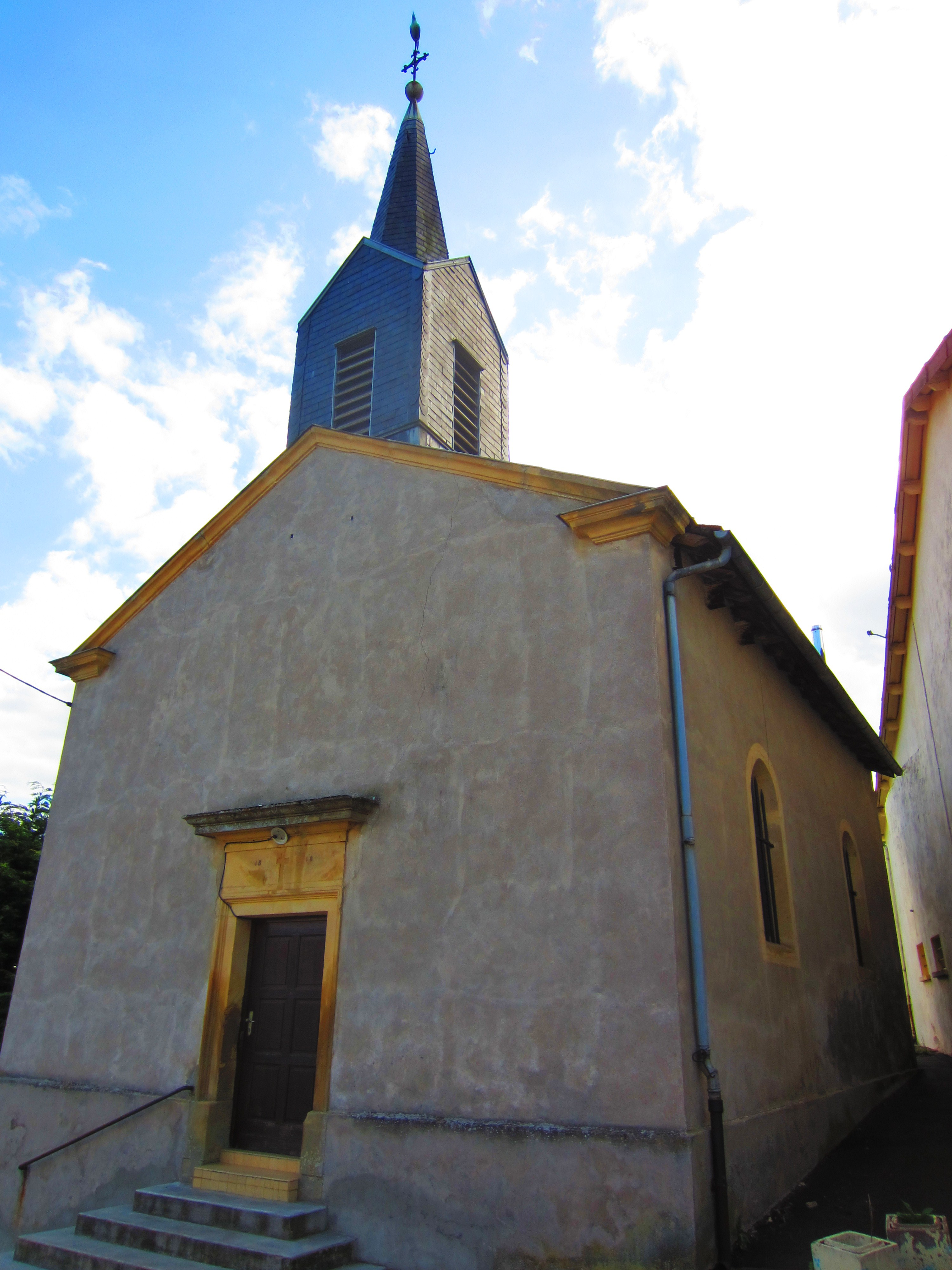
La chapelle Saint-Médard.